# Aeroportul Roxas
Aeroportul Roxas (IATA: RXS, ICAO: RPVR) este un aeroport din Western Visayas⁠(d), Filipine ce deservește zona Roxas⁠(d). Aeroportul a fost tranzitat în 2022 de 289.861 de pasageri. A fost numit după zona deservită.
Situat la o altitudine de 3 m, aeroportul dispune de 1 pistă. Este operat de Civil Aviation Authority of the Philippines⁠(d).

## Infrastructură

### Piste
Aeroportul dispune de o singură pistă. Pista 14/32 are suprafața de asfalt și dimensiunile 1.890 m × 45 m. 